# القنطرة (إسبانيا)
قَنْطَرَة السَّيْفِ أو القنطرة (بالإسبانية: Alcántara)‏، هي بلدية تقع في مقاطعة قصرش والتي تقع في منطقة إكستريمادورا، غرب إسبانيا.
يبلغ عدد سكانها 1.769 نسمة وفقاً لإحصائية سنة (2002).

## توأمة
لالقنطرة (إسبانيا) اتفاقيات توأمة مع:
- إيغوالادا